# Groeve Theunissen I

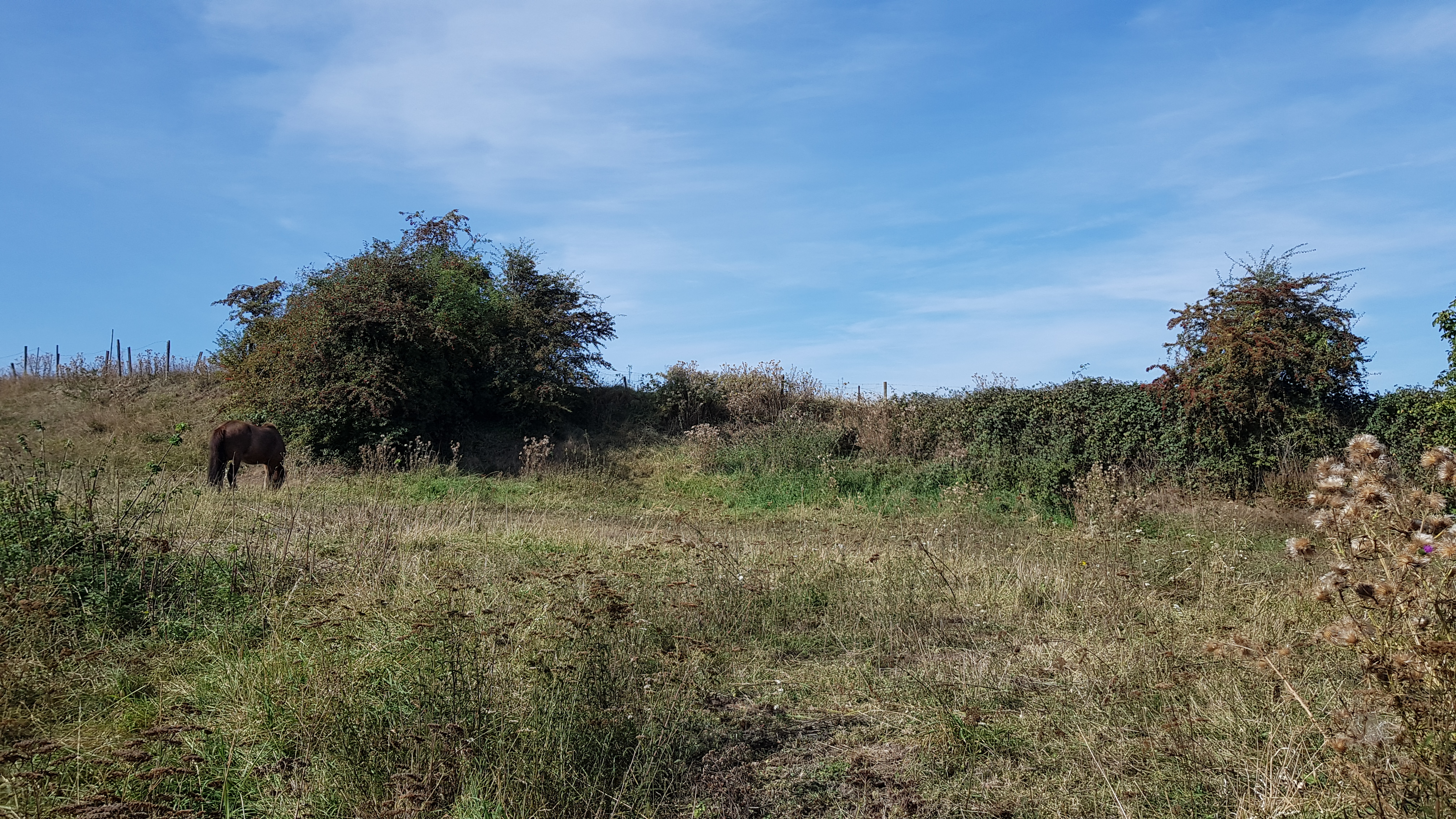
locatie van de verdwenen ingang van de groeve

De Groeve Theunissen I of Theunisgroeve west is een voormalige Limburgse mergelgroeve in Nederlands Zuid-Limburg in de gemeente Maastricht. De groeve ligt in de westelijke dalwand van het Jekerdal, op de zuidoostelijke dalwand van het Droogdal van de Kleine en Lange Zouw en op de noordelijke helling van de Louwberg. Naar het noordwesten ligt de wijk Campagne en naar het noordoosten de wijk Biesland. De groeve ligt aan de Susserweg.
Op ongeveer 70 meter naar het noordoosten ligt de Groeve Theunissen II en op ongeveer 650 meter naar het zuiden ligt de Apostelgroeve.

## Geschiedenis
De groeve werd door blokbrekers ontgonnen voor de winning van kalksteenblokken.

## Groeve
De groeve-ingang ligt onder een dik pakket huisvuil en puin met een dikte van acht tot tien meter. Hier bovenop ligt een weiland waardoor er niets meer van de groeve te zien is.

## Geologie
De groeve is uitgehouwen in de Kalksteen van Meerssen uit de Formatie van Maastricht.